# Trentepohlia reversalis
Trentepohlia reversalis är en tvåvingeart som beskrevs av Alexander 1926. Trentepohlia reversalis ingår i släktet Trentepohlia och familjen småharkrankar. Inga underarter finns listade i Catalogue of Life.